# Marià Alemany Lamana
Marià Alemany Lamana (Barcelona, 1946) ha estat catedràtic de nutrició i de Bioquímica de la Facultat de Biologia de la Universitat de Barcelona. Des de 2016 és professor emèrit.
Llicenciat en Biologia per la Universitat de Barcelona (1968), on també es va doctorar en Ciències Biològiques (1972) amb la tesi "Algunos aspectos del metabolismo del glucógeno en el mejillón ("Mytilus edulis" L.)". Va fer estudis postdoctorals (1973-74) a la Washington University de St. Louis, als Estats Units.
Professor de la Universitat de Barcelona (1968-1977), Universitat de les Illes Balears (1977-1982), Universitat de Barcelona a Tarragona (1982-1986) i altre cop de la Universitat de Barcelona, on ha estat catedràtic a la Facultat de Biologia des de 1986 fins a la seva jubilació, el 2016. També ha estat professor adjunt de Fisiologia (1974), agregat (1977) i catedràtic de Bioquímica (1981, 2012), de Nutrició (2001).
Ha tingut una intensa activitat docent, d'innovació de la docència, de gestió i de formació d'investigadors les tres universitats en què ha treballat. Pel que fa a la recerca, ha estudiat diversos aspectes del metabolisme nitrogenat i intermediari en la gestació i desenvolupament, durant l'exercici i també la seva modulació per la dieta. El seu camp principal de recerca ha estat l'estudi de les interrelacions entre nutrients i metabolisme, centrat especialment en els mecanismes de control del pes corporal. El principal objectiu d'aquesta investigació és l'estudi de l'obesitat, centrat, durant els últims anys en l'estudi del metabolisme en el teixit adipós i la importància cabdal d'aquest teixit per la salut.
Fruit d'aquests estudis, ha dirigit 19 tesis doctorals i ha publicat uns 400 treballs científics i 6 patents. Ha format part de nombrosos consells editorials, i ha fet d'editor de revistes científiques internacionals. Va impulsar la creació d'un grup de recerca consolidat, Nitrogen-Obesitat (des de 1987). Va desenvolupar una empresa biotecnològica: Oleoyl- Estrone Developments, SL (primera Spin-Off de la Universitat de Barcelona), derivada del treball d'aquest grup a la Universitat, dedicada a la recerca de fàrmacs contra l'obesitat a partir de la oleoïl-estrona. Això va donar lloc a una col·laboració de desenvolupament, entre els anys 2002 i 2007, amb la farmacèutica Manhatan Pharmaceuticals (EUA), que va cessar amb l'abandó de la línia de recerca i de la companyia en 2011 per insuficiència financera.. En l'actualitat, continua investigant i publicant treballs essencialment de revisió prospectiva.
Entre altres, ha estat guardonat amb el premis "Danone" (1995) i "Francisco Grande Covián" (1996) per la seva recerca en nutrició i el premi internacional "Wasserman Lecture 2001" per la seva recerca en el camp de l'obesitat. Ha estat guardonat amb la medalla Narcís Monturiol 2003 de la Generalitat de Catalunya per la seva trajectòria investigadora i docent en el camp de la Nutrició.
Ha publicat diversos llibres tècnics, lexicogràfics, d'assaig i de divulgació, així com de ficció d'entre els quals destaquen:
- Prácticas de Bioquímica (1982, Editorial Alhambra)
- Obesidad y Nutrición (1992, Alianza Editorial)
- El virus de la glòria (1994, Edicions la Campana), primer premi de novel·la científica de la Fundació Catalana per la Recerca.
- Enciclopedia de las dietas y la Nutrición (1995, Editorial Planeta)
- Investigar en España es Llorar (1999, Publicacions UB)
- Bioquímica de la Nutrició. Diccionaris d'especialitat 1  (1999 Edicions de la Universitat de Barcelona & Eumo Editorial).